# Daut Jashanica
Daut Jashanica (Jašanica), serb. Даут Јашаница (ur. 11 lutego 1948 w Bardh të Madh w gminie Kosowe Pole, zm. 1 marca 2020) – jugosłowiański (kosowski) działacz komunistyczny, w 1989 przewodniczący Rady Wykonawczej (premier) Socjalistycznej Prowincji Autonomicznej Kosowo.

## Życiorys
Etniczny Albańczyk. Wstąpił do Związku Komunistów Jugosławii, działał w ramach Związku Komunistów Kosowa. W kadencji 1974–1978 członek Komitetu Centralnego ZKJ. W 1988 uczestniczył w protestach na rzecz większej niezależności Kosowa. Od drugiej połowy 1989 do 4 grudnia 1989 zajmował stanowisko przewodniczącego Rady Wykonawczej (de facto premiera) Socjalistycznej Prowincji Autonomicznej Kosowo. Ze względu na niepokoje społeczno-polityczne w samym 1989 roku Kosowo miało aż czterech premierów. 2 lipca 1990 uczestniczył w delegacji podpisującej ustanowioną wówczas konstytucję Kosowa. Był także delegatem Kosowa do Zgromadzenia Jugosławii, federalnego parlamentu tego państwa.